# La Lozana andaluza
La Lozana andaluza (título original: Retrato de la Loçana andaluza...) es una novela en forma de diálogo publicada en Venecia en 1528. Su autor es muy probablemente el clérigo y editor español Francisco Delicado, escapado de Roma un año antes debido al sentimiento antiespañol provocado por el saqueo de esa ciudad por las tropas del Emperador Carlos V.
Publicada de forma anónima, la novela describe la vida de los bajos fondos de Roma durante el primer tercio del siglo XVI, especialmente entre la comunidad de judíos españoles que se trasladaron progresivamente a Roma tras la instauración del Santo Oficio en España en 1481.
Esta obra está considerada como parte de la tradición de La Celestina (escrita unos treinta años antes por Fernando de Rojas).  Ambas comparten la estructura dialogada, el tema tratado y el enfoque picaresco propio de este género, además de las frecuentes menciones que, de la obra de Rojas, se hacen en La Lozana a lo largo del relato.
Además de su particular gracejo y retrato del medio popular hispanorromano, La Lozana andaluza constituye asimismo un imprescindible documento del habla popular en ese período de transición. Se inspira en las propias experiencias del autor en los barrios prostibularios de Roma. Utiliza un lenguaje lleno de italianismos de toda clase, léxicos y sintácticos. Cada capítulo es llamado mamotreto, y el propio autor aparece como personaje, si bien los protagonistas principales son la prostituta andaluza Aldonza (la Lozana andaluza del título) y su amigo Rampín. La obra descubre todas las trampas, truhanerías y obscenidades del oficio más antiguo del mundo en la Roma anterior al saqueo; en cierto modo, pretende ser una justificación del mismo ante el nivel de degradación moral alcanzado por la «Ciudad Eterna». Hay también un buen pertrecho de sabiduría popular, folclore y refranero tradicionales. La obra posee gran vitalidad y realismo y es de un lenguaje crudamente naturalista. Se trata, además, de un gran documento sobre las costumbres y el espíritu del Renacimiento en su medio populachero.
En 1976 se realizó una película basada en esta novela, dirigida por Vicente Escrivá, a partir de una adaptación de Alfonso del Vando. Se trata de una coproducción hispanoitaliana, protagonizada por la actriz (y escritora) italiana Maria Rosaria Omaggio.
En 1983, se rodó para televisión una adaptación del relato, dentro de la serie Las pícaras. El papel principal recayó en Norma Duval.

## La cultura de la época en la obra
Francisco Delicado, autor, y Aldonza, el personaje que protagoniza su obra más famosa, La Lozana Andaluza, son oriundos de Córdoba. Esta y otras experiencias de vida del autor se encuentran retratadas en rasgos que aparecen en el texto, tanto en el personaje judío, Trigo, (se decía de Delicado que era judío converso) como en los síntomas producidos por la sífilis en algunos de sus personajes (que él mismo padecía) y los hábitos o menesteres que eran necesarios para ejercer de médico (profesión a la que Delicado se aplicaba, junto a la de escritor y clérigo).
Su constitución formal revela una utilización particular del lenguaje, en ocasiones macarrónico, debido a que italianos, genoveses, catalanes, judíos, moros, castellanos y otros vivían en una misma área, obligados a hablar entre sí. Los personajes no intentan hablar la lengua del otro, sino que respondan en su lengua natural aun si se dirigen a ellos de otro modo y pueden comprenderse entre sí (lo cual no significa que les agrade, no tienen opción). La obra está escrita en diálogos, solo se usa la narración en prosa al principio de los mamotretos para describirlos brevemente.
Las figuras de anfibología que esconden un significado sexual son abundantes, sin embargo, la “discreción” de la retórica se rompe cuando al dialogar los personajes se expresan sin tapujos ni escondites verbales. Un ejemplo evidente es la conversación que sostienen la Tía y Rampín sobre si este tendrá relaciones sexuales con la Lozana. 
Hay abundantes referencias cultas, haciendo mención en numerosas ocasiones de textos y autores como Platina y Apicio Romano e introduciendo en el habla de los personajes latinismos (aunque estos pudiera haberlos aprendido la población durante la misa de algunos sacerdotes). Los refranes también son abundantes y su utilización más que educativa podría llamarse justificativa (de maldades), así en el caso de «¿Quién te hizo puta? El vino y la fruta». La astucia picaresca es vista al igual que en La vida de Lazarillo de Tormes como una virtud, pues permite al pícaro (pícara en este caso) llevar una buena vida sin tener que mendigar o pasar muchos sufrimientos.
Tal como sucede en otras obras picarescas, se señala en varias partes la decadencia española: se habla de una antigua prosperidad que la península dejó de ostentar, de ahí que luego los siervos tuvieran que robar a sus amos y actuar con astucia para no ser sorprendidos y salir airosos, libres de consecuencias, después de acometer los hurtos. No encuentran los amos que desean, porque las condiciones no permiten al noble ser pródigo.
En cuanto al contexto de la época, La Lozana Andaluza es un texto rico en referencias gastronómicas (empanadillas, berenjenas mojíes, cabrito apedreado con limón, por mencionar unas pocas), se menciona una gran cantidad de oficios que se modificaron con el tiempo (lencero, cambiador, trapero, fantescas) y numerosas vestimentas (almalafas, batículo o batirrabo, paños listados). También se percibe el surgimiento de frases tomadas del campo semántico promovido por la inquisición, impostada en Europa a partir de 1481. 
LOZANA: ¿Y vuestra madre?
RAMPÍN: ¡Que la quemen! 
Además, las huellas de la hechicería aparecen en el habla y proceder de Aldonza, tanto cuando lee la mano de los hijos de la napolitana (el monte de Venus, Mercurio o la Luna), en las supersticiones que recuerdan a la magia (el judío quiere barrer la casa para llenarla de fortuna) y en los timos que acomete La lozana contra los ingenuos que creen que puede realizar conjuros. 
El mundo femenino imitado en el relato es hostil. Las mujeres reaccionan con temor ante el peligro que supone tener entre ellas a una mujer hermosa y además, astuta. Las peleas entre ellas son constantes, pero siempre que el dinero entra en el escenario su forma de comportarse vira hacia el otro extremo. Los oficios femeninos que se mencionan en el relato son además del de moza y lavandera, la prostitución y el afeite, ambos reprobados por la sociedad de la época, pero ejecutados por una gran cantidad de mujeres que buscaban de estas formas mantenerse.

## Ediciones modernas
- 1969 (y reediciones). La Lozana andaluza. Bruno Damiani, ed. (Madrid: Castalia [Clásicos Castalia]).
- 1985. Retrato de la Lozana andaluza. Claude Allaigre, ed. (Madrid: Cátedra).
- 1988. La Lozana andaluza. Ángel Chiclana, ed. (Madrid: Espasa-Calpe [Austral])
- 2004. La Lozana andaluza. Carla Perugini, ed. (Sevilla: Fundación José Manuel Lara [Clásicos Andaluces])
- 2007. La Lozana andaluza. Jacques Joset y Folke Gernert, ed. (Barcelona: Galaxia Gutenberg)
- 2008. Retrato de la Loçana andaluza. Tatiana Bubnova, ed. (Doral (Florida): Stockcero). OCLC 262894085